# Chiesa di San Giovanni Evangelista (Castelmarte)
La chiesa di San Giovanni Evangelista è la parrocchiale di Castelmarte, in provincia di Como e arcidiocesi di Milano; fa parte del decanato di Erba.

## Storia
Nel Liber Notitiae Sanctorum Mediolani la cappella di Castelmarte è elencata tra quelle dipendenti dalla pieve di Incino; questa situazione è confermata nella Notitia cleri del 1380.
L'arcivescovo Carlo Borromeo, durante la sua visita del 1574, ordinò che venissero rinnovati gli altari e dieci anni dopo la parrocchia confluì nella pieve di Villincino, ovvero Erba, in seguito al trasferimento della sede plebana nella suddetta località.
La nuova chiesa fu edificata nella seconda metà del Seicento, come testimoniato anche da una lapide murata sulla facciata.
Nel 1780 una folgore si abbatté, danneggiandola, sulla parrocchiale, la quale dovette essere pertanto sottoposta ad un intervento di ripristino.
Dalla relazione della visita pastorale del 1898 dell'arcivescovo Andrea Carlo Ferrari si legge che la rendita del beneficio parrocchiale era pari a 947.55 lire, che la parrocchiale di San Giovanni Evangelista, in cui aveva sede la confraternita del Santissimo Sacramento, aveva come filiali gli oratori di San Rocco e dell'Immacolata e che i fedeli ammontavano a 567.
Nel 1906 la parrocchia entrò a far parte del vicariato di Canzo, per poi essere aggregata nel 1972, in occasione della riorganizzazione territoriale dell'arcidiocesi voluta dal cardinale Giovanni Colombo, al decanato di Erba. 
La chiesa venne interessata nel 1990 dall'intervento di adeguamento liturgico in ottemperanza alle norme postconciliari.

## Descrizione

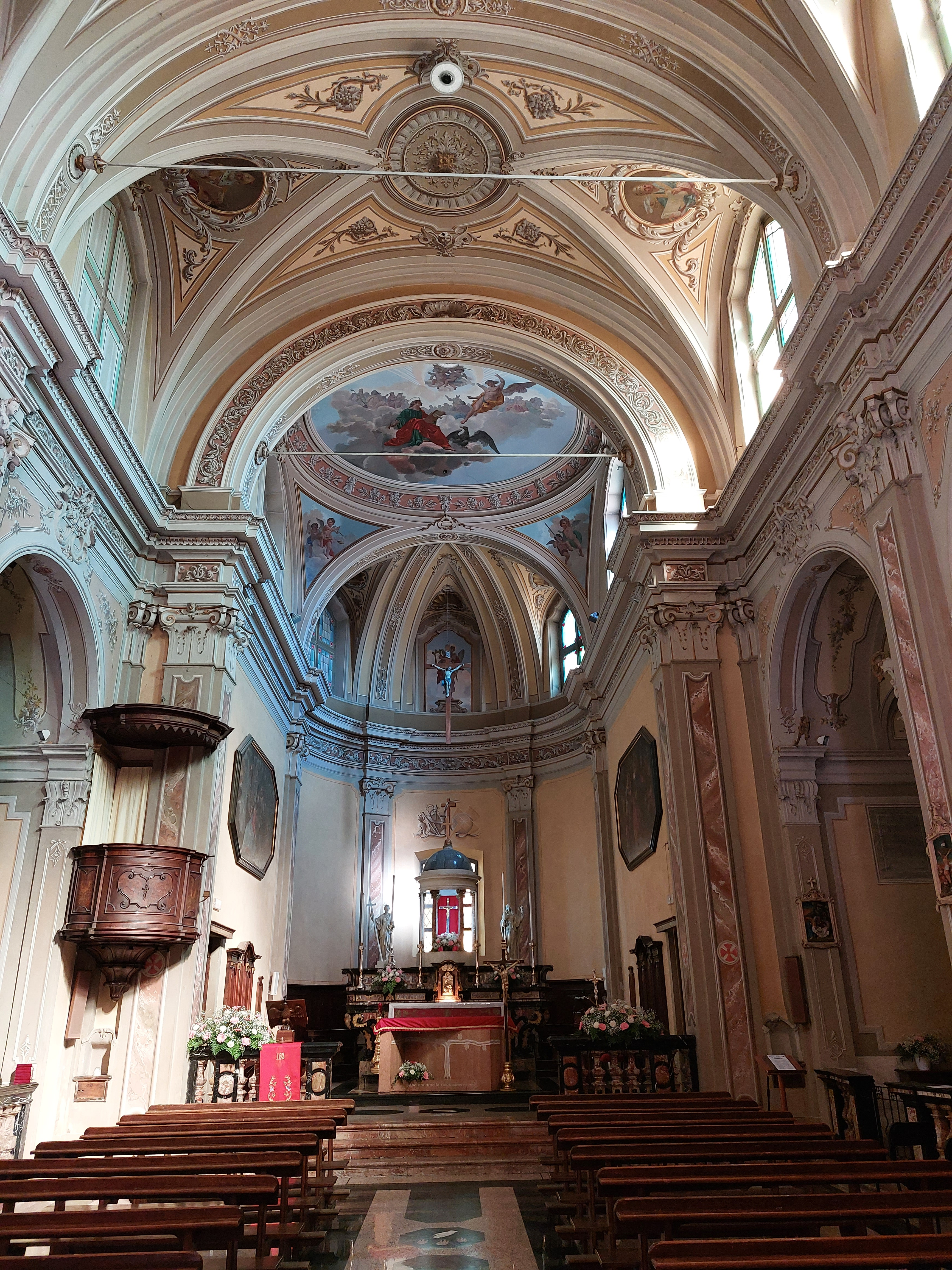
L'interno

### Esterno
La facciata della chiesa, rivolta a occidente, è suddivisa da una cornice marcapiano in due registri, entrambi scanditi da paraste tuscaniche; quello inferiore presenta nel mezzo l'ampio portale d'ingresso timpanato e una nicchia ospitante una statua raffigurante il santo patrono; quello superiore è caratterizzato da una grande finestra centrale ed è coronato da un frontone mistilineo, contenente un orologio.
Annesso alla parrocchiale è il campanile a base quadrata, la cui cella presenta su ogni lato una monofora ed è coronato dalla guglia conica.

### Interno
L'interno dell'edificio si compone di un'unica navata, sulla quale si affacciano le cappelle laterali introdotte da archi a tutto sesto e le cui pareti sono scandite da lesene con capitelli compositi sorreggenti la trabeazione modanata e aggettante sopra la quale si imposta la volta; al termine dell'aula si sviluppa il presbiterio, rialzato di alcuni gradini e chiuso dall'abside semicircolare.